# Degertjärnen (Burträsks socken, Västerbotten)
Degertjärnen är en sjö i Skellefteå kommun i Västerbotten och ingår i Bureälvens huvudavrinningsområde. Sjön har en area på 0,442 kvadratkilometer och ligger 78,1 meter över havet.

## Delavrinningsområde
Degertjärnen ingår i det delavrinningsområde (717423-172722) som SMHI kallar för Utloppet av Degertjärnen. Medelhöjden är 105 meter över havet och ytan är 5,01 kvadratkilometer. Det finns inga avrinningsområden uppströms utan avrinningsområdet är högsta punkten. Vattendraget som avvattnar avrinningsområdet har biflödesordning 2, vilket innebär att vattnet flödar genom totalt 2 vattendrag innan det når havet efter 65 kilometer. Avrinningsområdet består mestadels av skog (63 procent), öppen mark (10 procent) och jordbruk (12 procent). Avrinningsområdet har 0,44 kvadratkilometer vattenytor vilket ger det en sjöprocent på 8,8 procent.